# Zhai Yongming
Zhai Yongming, född 1955 i Chengdu, Sichuan är en kinesisk poet.
Liksom många andra ungdomar skickades hon under kulturrevolutionen ut på landsbygden för "omskolning". När hon återvände till sin hemprovins 1976 började hon skriva poesi och utbildade sig inom telekommunikation. 
Zhai Yongming publicerade sina första dikter 1981 och är mest känd för diktsviten Kvinna (1984) där hon genom att förena mytiska motiv som yin med det personliga försöker definiera den universella kvinnligheten. Hon har medverkat vid flera internationella författarkonferenser och poesifestivaler och bodde under åren 1990-1992 i USA.